# Spaanse constitutieve legislatuur

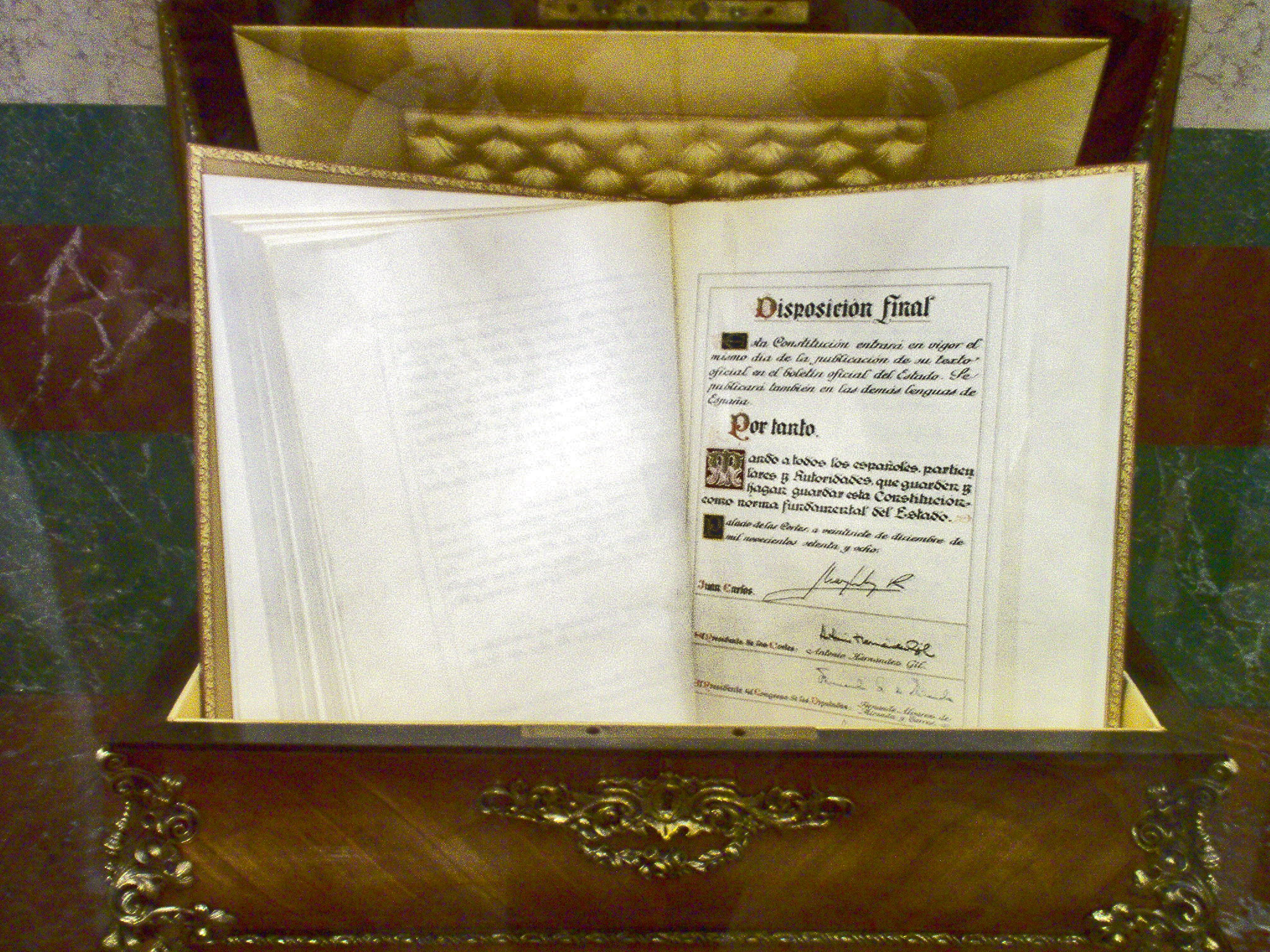

De Spaanse constitutieve legislatuur is in de Spaanse politiek de periode die begint op 13 juli 1977 als de Cortes Generales in een nieuwe samenstelling worden geïnstalleerd na de parlementsverkiezingen op 15 juni, de eerste vrije verkiezingen na de dood van Franco. De belangrijkste gebeurtenis van deze legislatuur is het schrijven van een nieuwe, democratische grondwet (vanwaar het woord constitutief). De overgansperiode van dictatuur naar democratie wordt in de Spaanse geschiedenis de Transición genoemd. De legislatuur duurt tot 22 maart 1979, als na de verkiezingen van 1979 de Cortes in een nieuwe samenstelling worden geïnstalleerd.
Op 4 juli 1977, dus al voor de eerste zitting van de Cortes Generales, was Adolfo Suárez, voorman van de UCD, door koning Juan Carlos reeds benoemd tot premier van Spanje. Voornaamste doel van het parlement en de regering in deze periode was het schrijven van een nieuwe grondwet die van Spanje een democratisch land moest maken. Deze grondwet werd op 6 december 1978 door 88,5% van de bevolking goedgekeurd.